# Boa Ventura de São Roque
Boa Ventura de São Roque is een gemeente in de Braziliaanse deelstaat Paraná. De gemeente telt 6.964 inwoners (schatting 2009).

## Aangrenzende gemeenten
De gemeente grenst aan Cândido de Abreu, Pitanga, Santa Maria do Oeste en Turvo.